# Красное (платформа, линия Калязин—Углич)
Красное — остановочный пункт (платформа) Октябрьской железной дороги, находящийся на территории Угличского района Ярославской области.

## Характеристика
Остановочный пункт расположен на территории Улейминского сельского поселения. Непосредственно около остановочного пункта расположен пристанционный посёлок Красное, также рядом расположены деревни Красны и Маймеры.

## Железнодорожное сообщение
| № поезда  | Маршрут движения | № поезда       | Маршрут движения           |
| --------- | ---------------- | -------------- | -------------------------- |
| 6624/6623 | Савёлово — Углич | 6626/6625      | Углич — Савёлово           |
| 6973      | Калязин — Углич  | 6976/6628/6627 | Углич — Калязин — Савёлово |